# アレッサンドロ・カルボナーレ
アレッサンドロ・カルボナーレ（Alessandro Carbonare, 1967年9月3日 - ）は、イタリア・デゼンツァーノ・デル・ガルダ出身のクラリネット奏者である。
カルボナーレは、5歳からクラリネットを始め、1987年にヴェローナ音楽院を首席で卒業。トマス・フリードリ、ブルーノ・リゲティ、ヴァルター・ブイケンスらに師事。その後、パリ、トゥーロン、ジュネーブ、プラハ、ミュンヘンなど、主要な国際コンクールで最優秀賞を受賞し、若手ソロ奏者としてヨーロッパを中心に脚光を浴びた。
その一方、オーケストラ奏者として、リヨン歌劇場管弦楽団を経て、イタリア人では異例のフランス国立管弦楽団首席となり、2003年より、ローマのサンタ・チェチーリア国立アカデミー管弦楽団の首席奏者を務め、現在に至る。これまでに、小澤征爾、リッカルド・ムーティ、シャルル・デュトワ、クルト・マズア、エフゲニー・スヴェトラーノフ、ベルナルト・ハイティンクなどの指揮者と客演している。
また、ロンドン・王立音楽大学、ジュリアード音楽院、パリ国立高等音楽院、国立音楽大学など、世界各国の有数な音楽学校の招待講師を務めるほか、ジュネーヴ、ミュンヘン、プラハ、北京、デンマークのカール・ニールセン国際音楽コンクール、フィンランドのクルーセル国際コンクールなど重要な国際コンクールの審査員に招かれている。

## ディスコグラフィー
・アレッサンドロ・カルボナーレ (クラリネット)ライヴ・イン・東京
・カルボナーレ 驚異のヴィルトゥオーゾ・クラリネット